# Чилибеево
Чилибеево (баш. Силәбей) — деревня в Калтасинском районе Республики Башкортостан Российской Федерации. Входит в состав Калегинского сельсовета.

## География

### Географическое положение
Расстояние до:
- районного центра (Калтасы): 43 км,
- центра сельсовета (Калегино): 8 км,
- ближайшей ж/д станции (Янаул): 91 км.

## Население
| 2002 | 2009 | 2010 |
| ---- | ---- | ---- |
| 121  | ↗123 | ↘113 |

Национальный состав
Согласно переписи 2002 года, преобладающая национальность — марийцы (99 %).